# 驚奇女士
驚奇女士（英語：Ms. Marvel）是漫威漫畫的數位超級女英雄的稱號。驚奇女士的角色相當於女版的驚奇隊長。如同驚奇隊長，她們大部分是從克里人的科技獲得超能力。能力雖多樣，但女士們大多都擁有超人的力量、速度、耐力、防禦力、感官和恢復力。

## 角色

### 卡拉·索芬（Karla Sofen）
即月光石
在諾曼·奧斯朋擔任天錘局的局長時，因為超級英雄都不信任他和不願意聽從他的命令，所以他找來許多反派穿上那些英雄的制服假裝成那些英雄組了自己的復仇者，其中代替驚奇女士的即是同樣自克里人那獲得超能力的反派月光石。

### 莎朗·范杜拉（Sharon Ventura）
女石頭人。

### 戴卓·溫德沃思（Deidre Wentworth）
又被稱為至高女，是一名出色的科學家、性格激進的女性主義者，同時也是目前唯一一任為反派的驚奇女士，能力類似卡蘿·丹佛斯，但非天生而是經由基因改造獲得。她曾加入過超智機構、黑暗復仇者、費米松和錘子等組織，並擔任超智機構的教育部長。戴卓·溫德沃思除了自身高超的科學才能，她還具有武術、超人力量、高速飛行、極強的抗傷害以及震蕩能量爆炸能力。
她是美國隊長与惊奇隊長的宿敵，由作家馬克·格林瓦爾德和漫畫家里克·萊文斯所創作而成，她首次登場出現在《美國隊長》漫畫第1卷（1991年7月）。

### 卡瑪拉·克汗（Kamala Khan）
現任驚奇女士，一名喜歡寫同人小說的穆斯林。被泰瑞根之霧激發出超能力的異人族後裔。
沒有飛行能力卻有改變自身外型和大小的能力。
曾加入復仇者聯盟，但在內戰後離開，並與第二代蜘蛛人和新星另外組成了一支冠軍小隊。

## 其他媒體

### 劇集
- 漫威電影宇宙：由伊曼·維拉尼飾演卡瑪拉·克汗。
  - 《驚奇少女》（2022年）
  - 《喪屍英雄》（2024年）：動畫劇集

### 電影
- 漫威電影宇宙：由伊曼·維拉尼回歸飾演卡瑪拉·克汗。
  - 《驚奇隊長2》（2023年）

### 遊戲
- 《漫威：未來之戰》：手機遊戲，「驚奇女士」卡瑪拉·克汗是玩家可使用角色之一。

## 外部連結
- （页面存档备份，存于） at Wiki